# Trattati anglo-olandesi del 1870-1871
I trattati anglo olandesi del 1870–1871 furono una serie di trattati conclusi tra il Regno Unito ed i Paesi Bassi che posero fine alle dispute coloniali tra i due paesi.

## Storia
Nel 1868, due trattati vennero abbozzati dai gestori delle colonie dei Paesi Bassi e del Regno Unito. Il primo riguardava il controllo olandese sull'isola di Sumatra. Dal 1858, gli olandesi erano stati soggetti nel loro governo al sultanato di Siak Sri Indrapura, il che aveva portato alla protesta degli inglesi. Nel contempo, gli inglesi apparivano costernati di dover pagare una tassa per commerciare sull'isola. Era chiaro ad entrambe le parti che il primo trattato di Sumatra del 1824 andava rivisto; in cambio del riconoscimento del pieno potere sul Siak, gli olandesi concessero agli inglesi eguali diritti commerciali nell'area. L'altro trattato regolava il reclutamento di lavoratori a contratto dall'India britannica per la colonia olandese del Suriname.
Nel contempo, Engelbertus de Waal, il nuovo ministro degli affari coloniali dei liberali nei Paesi Bassi, era intenzionato a cedere la Costa d'Oro olandese agli inglesi, sulla base del deficit in cui era passata la colonia dal crollo del commercio degli schiavi. Per quanto il progetto fosse stato accantonato da qualche anno per orgoglio nazionale, il ministro De Waal aveva dato inizio a dei negoziati segreti con l'Inghilterra per sondare tale possibilità, provocando alla fine una proposta ufficiale del Regno Unito nel 1870. Il 21 giugno 1870, il Consiglio di Stato rispose positivamente a tale proposta, a condizione che tale cessione fosse accompagnata dal riconoscimento del controllo e dell'influenza dell'Olanda sulle Indie orientali.
Per questa causa, gli olandesi richiesero un'estensione del già applicato "Recruitment Treaty" per assumere lavoratori a contratto provenienti dall'India britannica ed una clausola extra nel Trattato di Siak che prevedeva che il sultanato di Aceh passasse sotto l'area d'influenza olandese. Gli inglesi rifiutarono tale richiesta, e dal momento che i Paesi Bassi erano stati loro ad indurre il Regno Unito a chiedere la cessione della Costa d'Oro, il governo olandese non poté fare altro che firmare il "Recruitment Treaty" ed il Trattato di Siak l'8 settembre 1870.
Gli inglesi, nel frattempo, pensarono ad altre condizioni per la cessione della Costa d'Oro, ad esempio richiedendo che i due trattati appena firmati venissero rettificati simultaneamente, di modo che l'assunzione di lavoratori potesse avvenire unicamente se gli inglesi avessero goduto i medesimi diritti commerciali degli olandesi nel Siak. Per ragioni di prestigio personale, il ministro De Waal richiese che anche il Trattato della Costa d'Oro fosse rettificato simultaneamente, rendendo così i tre trattati dipendenti l'uno dall'altro. Il Trattato della Costa d'Oro venne siglato il 25 febbraio 1871.
In una curiosa serie di eventi, il Trattato di Siak venne rifiutato dalla Camera dei Rappresentanti olandese con 38 voti contro 36, mentre il trattato della Costa d'Oro venne adottato con 34 voti contro 30. Anziché ritirare tutti e tre i trattati, l'Inghilterra concesse di rinegoziare il Trattato di Siak. Su richiesta degli olandesi il nuovo trattato, definito Trattato di Sumatra, avrebbe stabilito la piena influenza degli olandesi sul Sultanato di Aceh. Il nuovo trattato venne siglato a Le Hague il 2 novembre 1871, assieme col protocollo addizionale al Trattato della Costa d'Oro che permise ai Paesi Bassi di reclutare ulteriori soldati per l'esercito delle Indie olandesi nella Costa d'Oro.
Il senato olandese adottò i tre trattati il 17 ed il 18 gennaio 1872, spianando la strada alla rettificazione del 17 febbraio 1872. Il 6 aprile 1872, la Costa d'Oro olandese venne ufficialmente ceduta al Regno Unito.